# Coll de lo Noier
El coll de lo Noier (en francès col du Noyer) és un port de muntanya dels Alps al massís de Devolui (en francès Massif du Dévoluy), a una alçada de 1.664 m. Administrativament es troba al departament dels Alts Alps, a la regió de Provença-Alps-Costa Blava. El coll comunica mitjançant la carretera D 17T les valls de Champsaur, a l'est, i de Devolui, a l'oest. Els punts de partida els formen les localitats de Lo Noier (en francès Le Noyer) i Sant Estève de Devolui (en francès Saint-Étienne-en-Dévoluy), respectivament. El coll travessa l'aresta oriental del massís calcari de Devolui, i està situat entre els cims de la Tête du Collier, de 2.568 m, al nord, i el Pic Ponsin, de 2.335 m, al sud.

## Història

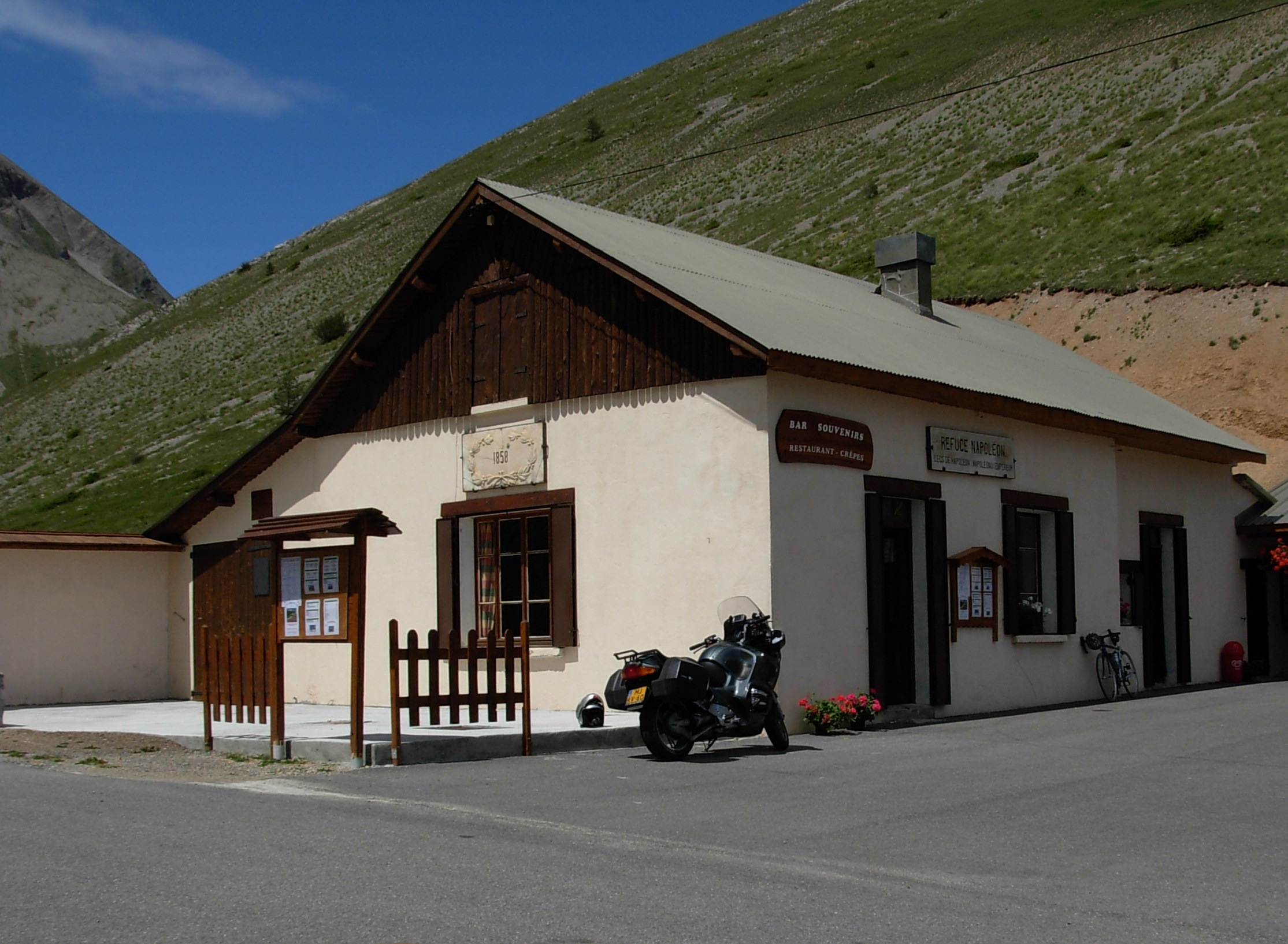
Refugi Napoleó, situat al coll

La carretera del coll es va construir l'any 1850 a partir d'un camí de bast que en aquella època era molt utilitzat per accedir a la vall de Devolui. Per aquesta via se subministrava amb tota mena de productes la citada vall durant tot l'any. A l'hivern, les condicions eren particularment difícils a causa de l'abundància de neu i dels vents gèlids. Fins a l'any 1900 hi va haver traginers que feien el trajecte d'anada i tornada, d'uns 50 km, diàriament entre les localitats de Sant Bonet (en francès Saint-Bonnet-en-Champsaur) i Sant Estève de Devolui, transportant tot tipus de mercaderies, correu, diners i comunicacions orals. A més, també feien de guies. Amb l'obertura, a finals del segle xix, del coll du Festre, situat a la part oest del massís, l'ús del coll de lo Noier va anar perdent importància. Al cim del coll s'hi troba un dels sis refugis Napoleó que hi ha als Alps, el qual es va inaugurar el 1858. Va ser destruït per un incendi el 1947 i posteriorment reconstruït, tot i que no idèntic a l'original.

## Detalls de l'ascensió
L'ascensió pel vessant est comença a la localitat de Lo Noier, a la cruïlla entre les carreteres D17 i D17T. Té una longitud de 6,3 km, amb un pendent mitjà del 8,6%, i un desnivell a superar de 540 m. Els primers 500 m són els més planers, amb un pendent mitjà del 5%, mentre que a partir d'aquest punt els dos terços següents de l'ascensió presenten un pendent mitjà del 8%. Entre els quilòmetres 4 i 4,5 el pendent se suavitza fins al 6%, per, a partir d'aquí, iniciar-se la secció amb més pendent del coll, amb trams de fins al 12% de pendent mitjà.
L'ascensió pel vessant oest s'inicia a la localitat de Le Pré, al municipi de Devolui, té 7,5 km de longitud, un pendent mitjà del 5,2% i supera un desnivell de 390 m. El seu inici es troba al creuament de les carreteres D17 i D18B. El primer quilòmetre presenta un pendent moderat (3 %), fins que poc abans d'arribar al llogarret de Truziaud augmenta fins al voltant del 6%, per després tornar a disminuir al 2,5% a l'entorn d'aquesta població. A partir d'aquí el pendent se situa al voltant del 7%, amb alguna rampa del 8%, fins a arribar a la zona anomenada Pra la Souche, on hi ha un tram més planer d'un quilòmetre amb un pendent a l'entorn del 3%. Finalment, els darrers dos quilòmetres són els més difícils de l'ascensió, amb pendents mitjans d'entre el 7% i el 9%.

## Ciclisme

### Tour de França

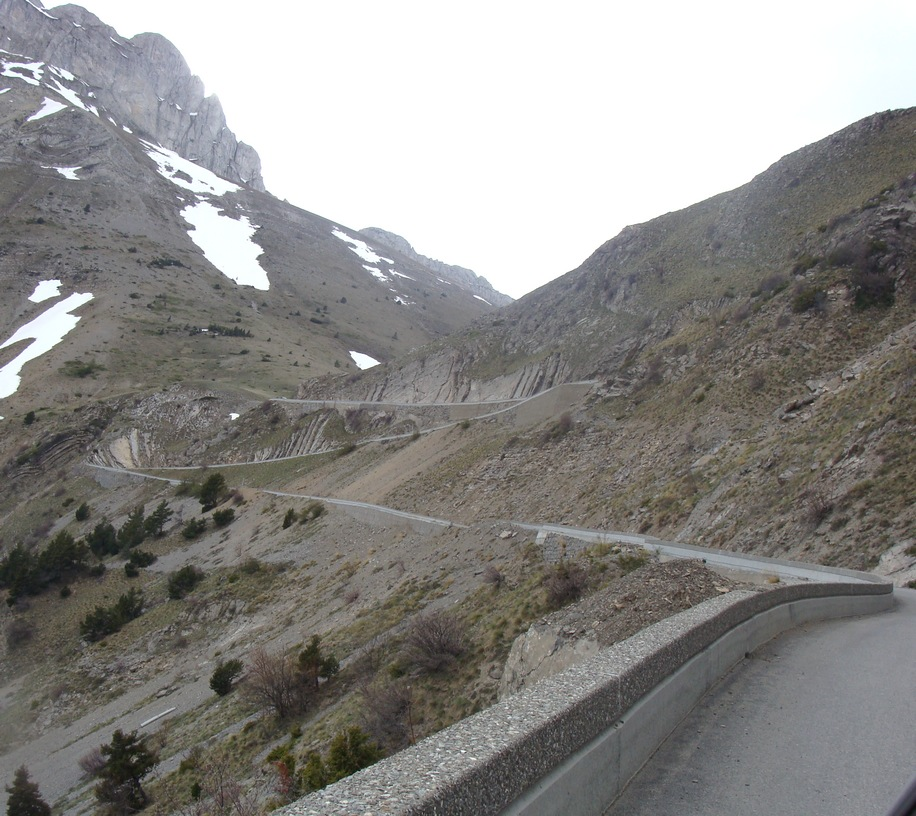
Ascensió pel vessant est

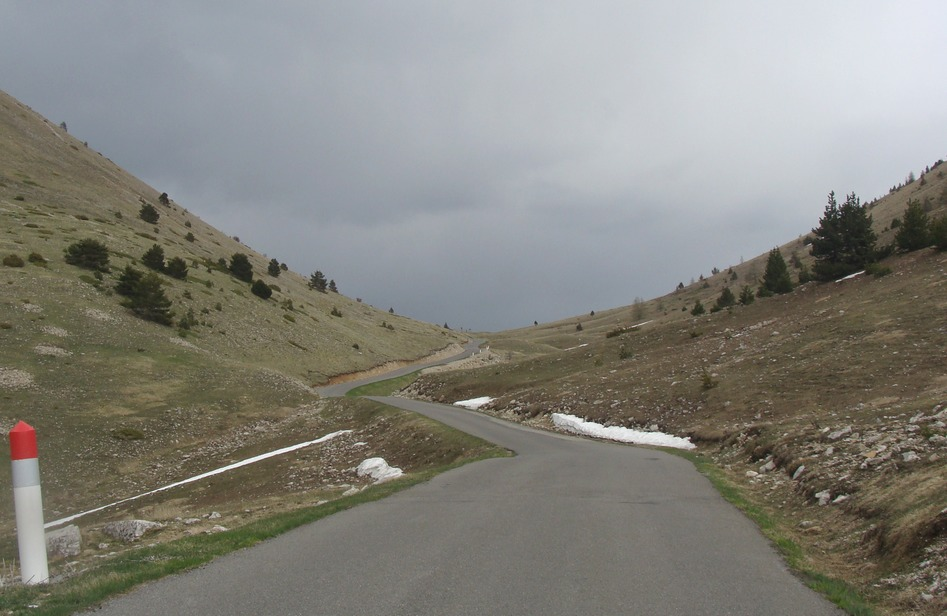
Ascensió pel vessant oest

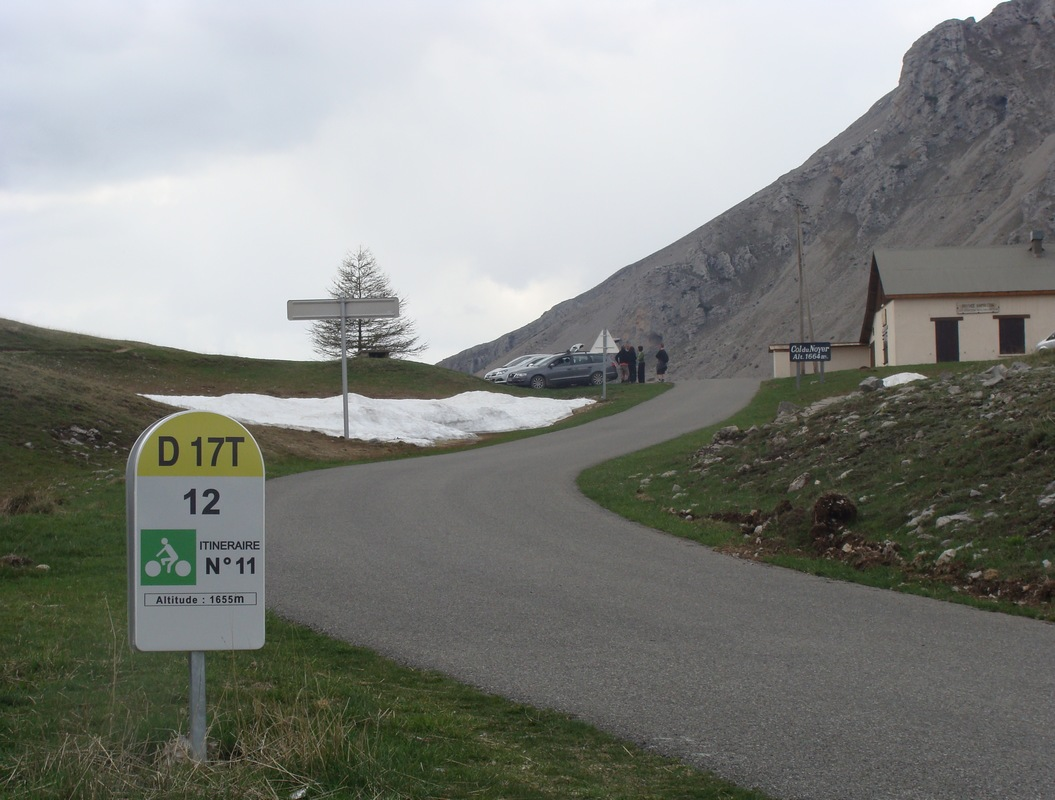
Darrers metres pel vessant est

El coll de lo Noier es va superar per primera vegada durant la tretzena etapa de l'edició del 1970 del Tour de França, amb inici a Grenoble i final a Gap. En aquella ocasió es va utilitzar el vessant est i es va classificar com de 1. Categoria. El francès Raymond Delisle hi va guanyar el Gran Premi de la Muntanya.
Només un any després es va tornar a franquejar el coll, en l'onzena etapa de l'edició del 1971 entre Grenoble i l'estació d'esquí d'Orcières-Merlette. En aquesta ocasió es va utilitzar el menys exigent vessant oest, de manera que es va classificar de 2. Categoria. En aquesta etapa, el líder de la classificació general, el neerlandès Joop Zoetemelk, juntament amb l'espanyol Luis Ocaña, el belga Lucien Van Impe i el suec Gösta Pettersson es van escapar en la primera dificultat muntanyosa de la jornada, la côte de Laffrey. Aquest grup que es va mantenir fins que Ocaña va atacar al coll de lo Noier i va acabar guanyant l'etapa amb gairebé sis minuts d'avantatge, fet que li va permetre vestir el mallot groc.
La tercera ocasió en què es va superar el coll va ser en la quinzena etapa del Tour de França de 1982, amb inici a Manòsca (en francès Manosque) i final a Orcières-Merlette. Es tractava de la tercera dificultat muntanyosa de la jornada, d'un total de sis, i es va utilitzar el vessant oest, classificat com de 2. Categoria. El primer en superar el coll fou el francès Pascal Simon.
No va ser fins a l'any 2010 en què el Tour de França va tornar a incloure aquest coll en el seu recorregut. En aquest cas, es va ascendir pel vessant oest durant la desena etapa entre Chambèri (en francès Chambéry) i Gap, i el primer al cim fou el belga Mario Aerts.
Finalment, en la dissetena etapa de l'edició de 2024 es va superar per darrera vegada el coll, aquesta vegada pel vessant est. Aquesta etapa es va iniciar a Sant Paul de Tricastin (en francès Saint-Paul-Trois-Châteaux) i va acabar a l'estació d'esquí de SuperDévoluy, sent el coll de lo Noier el penúltim coll de muntanya de la jornada. L'equatorià Richard Carapaz va superar el coll en primera posició i es va assegurar la victòria d'etapa en solitari.
| Any  | Etapa | Categoria | Inici                  | Final             | Primer al cim         | Vessant |
| ---- | ----- | --------- | ---------------------- | ----------------- | --------------------- | ------- |
| 1970 | 13    | 1         | Grenoble               | Gap               | Raymond Delisle (FRA) | Est     |
| 1971 | 11    | 2         | Grenoble               | Orcières-Merlette | Luis Ocaña (ESP)      | Oest    |
| 1982 | 15    | 2         | Manòsca                | Orcières-Merlette | Pascal Simon (FRA)    | Oest    |
| 2010 | 10    | 2         | Chambèri               | Gap               | Mario Aerts (BEL)     | Oest    |
| 2024 | 17    | 1         | Sant Paul de Tricastin | SuperDévoluy      | Richard Carapaz (ECU) | Est     |

### Critèrium del Dauphiné

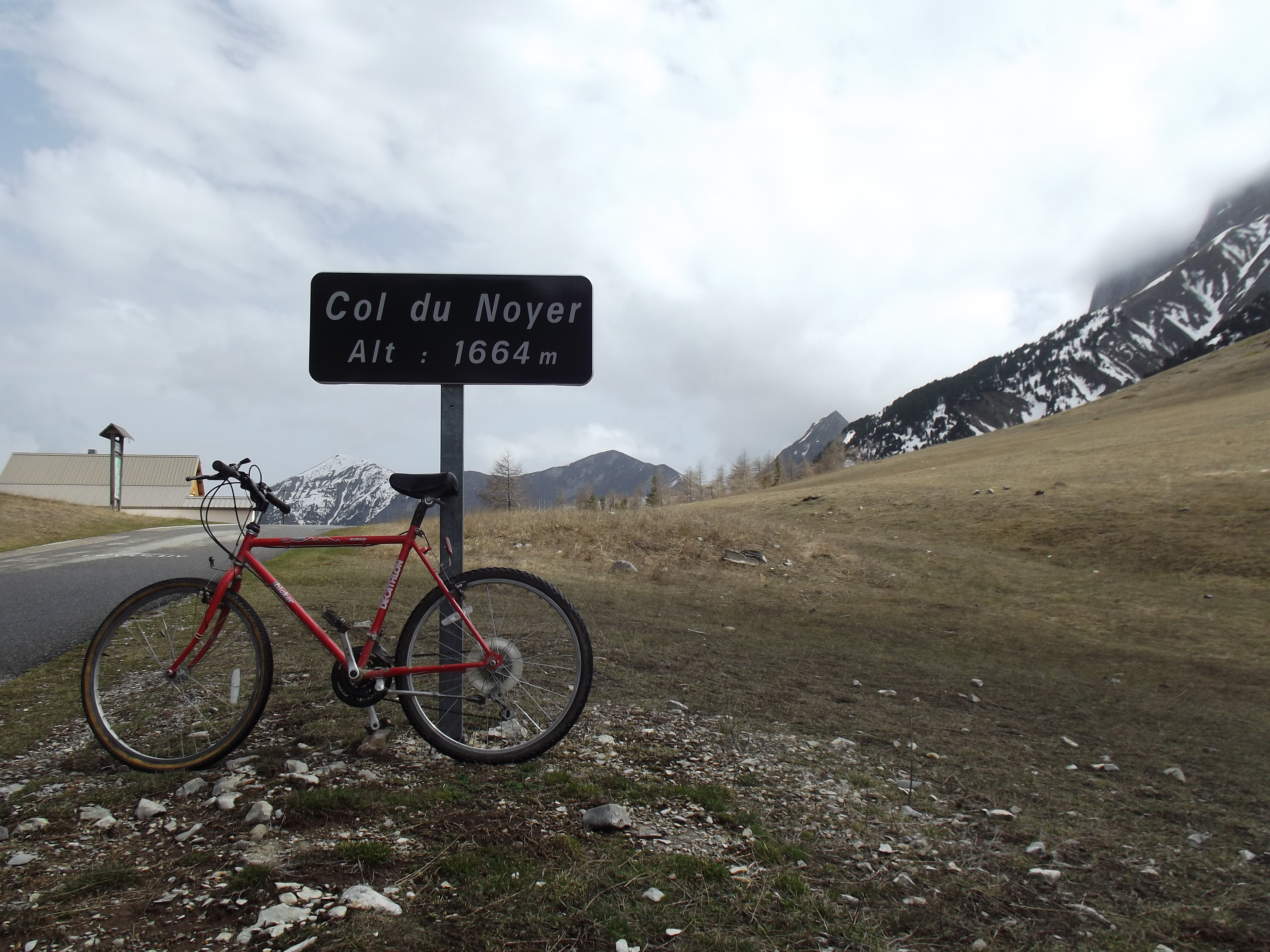
Punt culminant del coll

El coll de lo Noier es va franquejar durant la penúltima etapa de l'edició del 2013 del Critèrium del Dauphiné, en la qual l'espanyol Samuel Sánchez va passar en primera posició i també va acabar guanyant l'etapa. En aquella ocasió, l'etapa va sortir de Pont-de-Claix (en francès Le Pont-de-Claix) i va acabar a l'estació d'esquí de SuperDévoluy, després de superar el vessant est del coll.
En l'edició de 2016, també entre Pont-de-Claix i l'estació d'esquí de SuperDévoluy, es va tornar a utilitzar el vessant est en la darrera etapa de la prova i el britànic Steven Cummings, que acabaria guanyant l'etapa, va ser el primer al cim.
| Any  | Etapa | Categoria | Inici         | Final        | Primer al cim        | Vessant |
| ---- | ----- | --------- | ------------- | ------------ | -------------------- | ------- |
| 2013 | 7     | 1         | Pont-de-Claix | SuperDévoluy | Samuel Sánchez (ESP) | Est     |
| 2016 | 7     | 1         | Pont-de-Claix | SuperDévoluy | Steven Cummings (UK) | Est     |